# Cronologia de l'astronomia del sistema solar

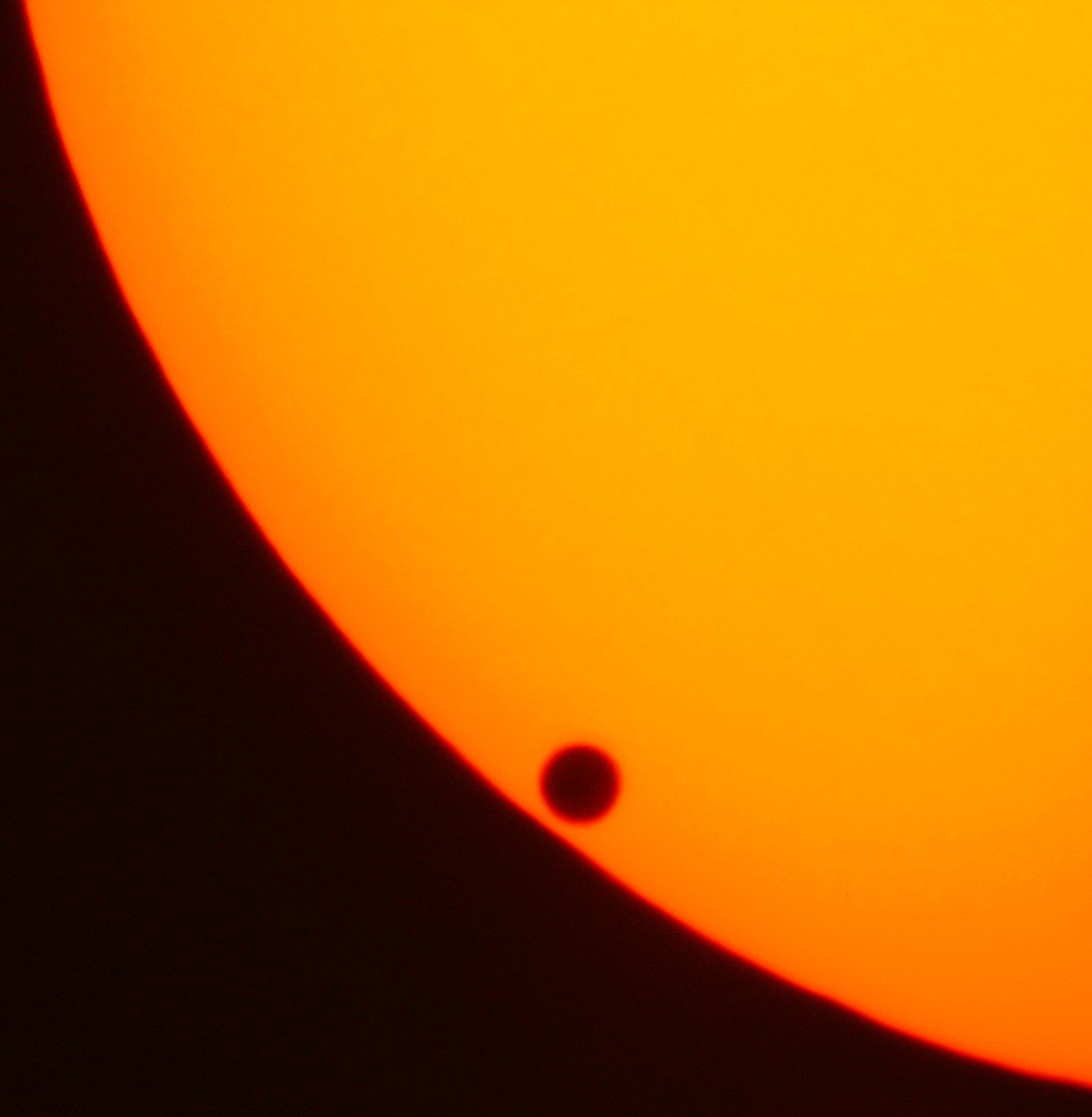
Un trànsit de Venus

Aquest article és una cronologia de l'astronomia del sistema solar.

## Antiguitat
- Mil·lenni II aC – Data més primerenca possible per a la composició dels babilonis de la Tauleta de Venus d'Ammisaduqa, de la que es conserva una còpia del segle XVII aC d'una llista d'observacions dels moviments del planeta Venus.[1]
- Mil·lenni II aC – Astrònoms babilonis van identificar els planetes interiors de Mercuri i Venus i els planetes exteriors com Mart, Júpiter i Saturn, que seguirien sent els únics planetes coneguts fins a la invenció del telescopi en els primers temps moderns.[2]
- 1200 aC – Astrònoms xinesos descriuen un eclipsi solar.[3]
- 776 aC – Els xinesos fan el primer registre fiable d'un eclipsi solar.[4]
- 613 aC, juliol – Un cometa és registrat en el Wen hsien tung Kao pels xinesos[5]
- 586 aC – Tales de Milet determina haver predit un eclipsi solar[6]
- 350 aC – Aristòtil advoca per una Terra esfèrica gràcies a l'eclipsi lunar i altres observacions[7]
- 246 aC - 178 aC – Els xinesos determinen que Júpiter necessita 12 anys, i Saturn 30 anys per completar una revolució de la seva òrbita.[8]
- 280 aC – Aristarc de Samos ofereix la primera discussió definitiva de la possibilitat d'un cosmos heliocèntric, i utilitza la mida de l'ombra de la Terra a la Lluna per estimar que el radi de la Lluna és un terç de la de la Terra, i per estimar les mides i distàncies del Sol i la Lluna
- 200 aC – Eratòstenes utilitza ombres per determinar que el radi de la Terra és d'uns 6.400 km
- 150 aC – Hiparc de Nicea utilitza la paral·laxi per determinar que la distància a la Lluna és més o menys de 380.000 km
- 134 aC – Hiparc descobreix la precessió dels equinoccis
- 28 aC – El llibre d'història xinesa, el Llibre de Han, determina el primer registre conegut de les taques solars.
- ca. 150 dC – Claudi Ptolemeu completa el seu Almagest que codifica el coneixement astronòmic del seu temps i consolida el model geocèntric a l'Oest.

## Edat mitjana
- 499 CE – L'astrònom-matemàtic indi, Aryabhata, en el seu Aryabhatiya, proposa un possible sistema solar heliocèntric gravitacional, i un model epicíclic excèntric dels planetes, on els planetes segueixen òrbites el·líptiques al voltant del Sol i la Lluna i els planetes brillen per la llum solar reflectida
- 500 – Aryabhata calcula acuradament la circumferència de la Terra, els eclipsis solars i lunars, i la durada de la revolució de la Terra al voltant del Sol
- Dècada del 620 – L'astrònom-matemàtic indi Brahmagupta reconeix la gravetat com una força d'atracció, i descriu breument una llei de la gravitació
- 628 – Brahmagupta ofereix mètodes per al càlcul dels moviments i llocs de diversos planetes, les seves creixents i l'establiment de les conjuncions, i els càlculs dels eclipsis solars i lunars
- 687 – Els xinesos realitzen el registre més antic conegut d'una pluja de meteors
- 9th century – El germà major de Banū Mūsā, Ja'far Muhammad ibn Mūsā ibn Shākir, determina la hipòtesi que els cossos celestes i les esferes celestes estan subjectes a la mateixa lleis físiques com la Terra, i proposa que hi ha una força d'atractció entre cossos celestes
- 820 – L'astrònom persa, Muhammad ibn Musa al-Khwarizmi, compon les seves taules astronòmiques Zij, utilitzant la numeració hindu-aràbiga en els seus càlculs
- 850 – Ahmad ibn Muhammad ibn Kathīr al-Farghānī (Alfraganus) dona valors de l'obliqüitat de l'eclíptica, el moviment de precessió dels apogeus del Sol
- 10th century – Muhammad ibn Jābir al-Harrānī al-Battānī (Albatenius) descobreix que la direcció de l'excentricitat del Sol està canviant
- 900s – Ibn Yunus observa més de 10.000 entrades per a la posició del Sol des de fa molts anys amb una gran astrolabi amb un diàmetre d'aproximadament 1,4 metres
- 1019 – Abū Rayhān al-Bīrūnī observa i descriu en detall l'eclipsi de Sol el 8 d'abril i l'eclipsi de Lluna el 17 de setembre, i dona les latituds exactes de les estrelles durant l'eclipsi lunar
- 1031 – Abū al-Rayhān al-Bīrūnī calcula la distància entre la Terra i el Sol en el seu Canon Mas'udicus
- 1150 – L'astrònom-matemàtic indi Bhaskara II, en el Siddhanta Shiromani, calcula les longituds i latituds dels planetes, eclipsis lunars i solars, creixent de la Lluna, syzygies, i conjuncions dels planetes entre si i amb estrelles fixes, i explica els tres problemes del moviment diürn
- Dècada del 1150 – Bhaskara calcula la mitjana de moviment planetària, el·lipses, primeres visibilitats dels planetes, la lluna creixent, les estacions, i la longitud de la revolució de la Terra al voltant del Sol a 9 decimals.
- Dècada del 1150 – Gerard de Cremona tradueix l'Almagest Ptolemeu de l'àrab al llatí, finalment conduint a l'adopció per l'Església Catòlica com un text aprovat.
- ~1200 – Fakhr-ad-Din ar-Razí, en el tracte amb la seva concepció i el món físic, va rebutjar la visió aristotèlica i aviceniana d'un sol món, però en canvi va proposar que hi ha "milers i milers de mons (alfa alfi 'awalim) més enllà d'aquest món, de manera que cada un d'aquests mons serà més gran i més massiu que el món, així com tenir l'agrat del que aquest món té. "[9]
- ~1300 – Ibn Qayyim Al-Jawziyya, en la seva crítica de l'astrologia, va reconèixer que les estrelles són molt més grans que els planetes, i que Mercuri és el planeta més petit conegut per ell.[10]
- ~1350 – Ibn al-Shatir s'anticipa a Copèrnic per l'abandonament de l'equant de Ptolemeu en els seus càlculs del moviment planetari, i que constitueix el primer model empíric de la rotació lunar el que coincideix amb observacions exactes.

## Renaixement
- a. 1514 – Nicolau Copèrnic exposa la seva teoria heliocèntrica, en Commentariolus
- 1543 – Nicolau Copèrnic publica la seva teoria heliocèntrica, en De revolutionibus orbium coelestium
- 1577 – Tycho Brahe utilitza la paral·laxi per provar que els cometes són entitats distants i no fenòmens atmosfèrics
- 1609 – Johannes Kepler declara les seves dues primeres lleis empíriques del moviment planetari, afirmant que les òrbites dels planetes són el·líptiques en comptes de circulars i, per tant, la resolució de molts problemes amb els models antics del planeta.
- 1610 – Galileo Galilei descobreix Cal·listo, Europa, Ganimedes i Io, veu els anells planetaris de Saturn (però no reconeix que són anells), i observa les fases de Venus, refutant el sistema de Ptolemeu, en excepció encara de la teoria geocèntrica
- 1619 – Johannes Kepler estableix la seva tercera llei empírica del moviment planetari
- 1655 – Giovanni Domenico Cassini descobreix la Gran Taca Vermella de Júpiter
- 1655 – Christiaan Huygens identifica els anells de Saturn com anells i descobreix Tità[11]
- 1665 – Cassini determina les velocitats de rotació de Júpiter, Mart i Venus[12]
- 1672 – Cassini descobreix Jàpet i Rea[13]
- 1672 – Jean Richer i Cassini mesuren la unitat astronòmica sobre els 138.370.000 km
- 1675 – Ole Rømer utilitza la mecànica orbital de les llunes de Júpiter per estimar la velocitat de la llum sobre els 227.000 km/s
- 1686 – Cassini descobreix Tetis i Dione

## Segle XVIII
- 1705 – Edmond Halley públicament prediu la periodicitat del Cometa de Halley i calcula la ruta de retorn esperada el 1757
- 1715 – Edmond Halley calcula la trajectòria ombra d'un eclipsi solar
- 1716 – Edmond Halley suggereix una mesura d'alta precisió de la distància Sol-Terra cronometrant el trànsit de Venus
- 1718- Edmond Halley descobreix el moviment propi, dissipant el concepte de la "estrelles fixes".
- 1729 – James Bradley determina la causa de l'aberració de la llum, proporcionant la primera evidència directa del moviment de la Terra
- 1755 – Immanuel Kant és el primer a formular la hipòtesi nebul·lar de la formació del sistema solar.
- 1758 – Johann Palitzsch observa el retorn del cometa de Halley. La interferència de l'òrbita de Júpiter havia reduït el retorn per 618 dies. l'astrònom parisenc Nicolas-Louis de Lacaille suggereix que hauria de ser nomenat cometa de Halley.
- 1766 – Johann Titius estima la norma de Titius-Bode per a distàncies planetàries
- 1772 – Johann Bode publicita la norma de Titius-Bode per a distàncies planetàries
- 1781 – William Herschel descobreix Urà durant un reconeixement telescòpic del cel del nord
- 1787 – Herschel descobreix les llunes d'Urà, Titània i Oberó
- 1789 – Herschel descobreix les llunes d'Urà, Encèlad i Mimas
- 1796 – Pierre Laplace retorna a la hipòtesi nebular per a la formació del sistema solar a partir d'una nebulosa filada de gas i pols

## Seglexix
- 1801 – Giuseppe Piazzi descobreix l'asteroide Ceres
- 1802 – Heinrich Wilhelm Olbers descobreix l'asteroide Pal·les
- 1821 – Alexis Bouvard detecta irregularitats en l'òrbita d'Urà
- 1825 – Pierre Laplace completa el seu estudi de la gravetat, l'estabilitat del sistema solar, les marees, la precessió dels equinoccis, la libració de la Lluna i els anells de Saturn en Mécanique Celeste
- 1838 – Friedrich Wilhelm Bessel measura la paral·laxi de l'estrella 61 Cygni, refutant un dels més antics arguments en contra de l'heliocentrisme.
- 1843 – John Adams prediu l'existència i ubicació de Neptú d'irregularitats en l'òrbita d'Urà
- 1846 – Urbain Le Verrier prediu l'existència i ubicació de Neptú d'irregularitats en l'òrbita d'Urà
- 1846 – Johann Galle descobreix Neptú
- 1846 – William Lassell descobreix Tritó
- 1848 – Lassell, William Cranch Bond i George Phillips Bond va descobrir la lluna de Saturn Hiperió
- 1849 – Édouard Roche troba el radi màxim de destrucció de marea i la creació de les marees per a un cos es manté només per la seva gravetat pròpia, anomenat límit de Roche, i l'utilitza per explicar per què els anells de Saturn no es condensen en un satèl·lit
- 1851 – Lassell discovers Uranus's moons Ariel i Umbriel
- 1856 – James Clerk Maxwell demostra que un anell sòlid al voltant de Saturn seria destruït per les forces gravitacionals i sosté que els anells de Saturn consisteixen en una multitud de petits satèl·lits
- 1862 – Mitjançant l'anàlisi de la signatura espectroscòpica del Sol i en comparació amb altres estrelles, el Pare Angelo Secchi determina que el Sol és en si mateix una estrella.
- 1866 – Giovanni Schiaparelli s'adona que els corrents de meteors ocorren quan la Terra passa a través de l'òrbita d'un cometa que ha deixat les restes al llarg de la seva trajectòria
- 1877 – Asaph Hall descobreix les llunes de Mart Deimos i Fobos
- 1892 – Edward Emerson Barnard descobreix la lluna de Júpiter Amaltea
- 1899 – William Henry Pickering descobreix la lluna de Saturn Febe

## 1900–1975
- 1906 – Max Wolf descobreix l'asteroide troià Achilles
- 1915 - Robert Innes descobreix Pròxima del Centaure, l'estrella més propera a la Terra després del Sol
- 1919 – Arthur Stanley Eddington utilitza un eclipsi solar per provar amb èxit la teoria de la relativitat general d'Albert Einstein
- 1930 – Clyde Tombaugh descobreix Plutó
- 1930 – Seth Nicholson mesura la temperatura de la superfície de la lluna
- 1944 – Gerard Kuiper descobreix que el satèl·lit Tità té una atmosfera substancial
- 1946 – Llançament americà d'un coet V-2 amb una càmera equipada oferint la primera imatge de la Terra des de l'espai
- 1949 – Gerard Kuiper descobreix la lluna d'Urà Miranda i la lluna de Neptú Nereida
- 1950 – Jan Oort suggereix la presència del núvol d'Oort cometari
- 1951 – Kuiper argumenta a favor d'un dipòsit anul·lar de cometes entre 40-100 unitats astronòmiques del Sol, el cinturó de Kuiper
- 1959 – Luna 3 envia les primeres imatges de la cara oculta de la Lluna
- 1962 – El Mariner 2 realitza un sobrevol de Venus realitzant les primeres observacions en primer pla d'un altre planeta
- 1964 – El Mariner 4 ofereix les primeres imatges detallades de la superfície de Mart
- 1966 – El mòdul de descens lunar, Luna 9, ofereix les primeres imatges de la superfície d'un altre cos celeste
- 1967 – Venera 4 ofereix la primera informació sobre l'atmosfera de Venus
- 1968 – La missió tripulada lunar Apollo 8 ofereix la primera imatge mai presa de l'esfera de la Terra.
- 1970 – El mòdul de descens a Venus, Venera 7, envia informació amb èxit per primera vegada obtinguda a partir de la superfície d'un altre planeta
- 1971 – El Mariner 9 es converteix en el primer èxit orbitador d'un altre planeta. Proporciona els primers mapes detallats de la superfície marciana, el descobriment de la major part de la topografia del planeta, incloent el volcà Olympus Mons i el sistema de canyons de Valles Marineris, que es nomena en el seu honor.
- 1971 – Mars 3 aterra a Mart, i transmet la primera imatge parcial de la superfície d'un altre planeta.
- 1973 – Els astronautes de l'Skylab descobreixen els forats coronals del Sol.
- 1973 – Pioneer 10 vola a Júpiter, que proporciona les primeres imatges en primer pla del planeta i revelant els seus cinturons de radiació intensa.
- 1974 – Mariner 10 ofereix les primeres imatges en primer pla de la superfície de Mercuri.
- 1975 – Venera 9 es converteix en la primera sonda a transmetre amb èxit imatges de la superfície de Venus.

## 1975–2000
- 1977 – James Elliot descobreix els anells d'Urà durant un experiment d'ocultació estel·lar a la Kuiper Airborne Observatory
- 1977 – Charles Kowal descobreix (2060) Quiró, el primer Centaure
- 1978 – James Christy descobreix Caront
- 1978 – Peter Goldreich i Scott Tremaine presenten el model de l'equació de Boltzmann de la dinàmica d'anells planetaris i de les partícules de l'anell indestructible esfèriques que no s'autograviten i troben una relació entre la profunditat del requisit d'estabilitat d'anell òptic i el coeficient de restitució normal de partícules
- 1979 – Pioneer 11 vola a Saturn, proporcionant les primeres imatges en primer pla del planeta i els seus anells. Es descobreix l'anell B del planeta i determina que la seva lluna Tità té una atmosfera gruixuda.
- 1979 – Voyager 1 vola a Júpiter i descobreix el seu feble sistema d'anells, així com els volcans a Io i els satèl·lits galileans.
- 1979 – Voyager 2 vola a Júpiter i descobreix l'evidència d'un oceà sota la superfície de la Lluna Europa.
- 1980 – Voyager 1 vola a Saturn i pren les primeres imatges de Tità. No obstant això, la seva atmosfera és opaca a la llum visible, pel que la seva superfície queda enfosquida.
- 1986 – Voyager 2 ofereix les primeres imatges detallades d'Urà, les seves llunes i anells.
- 1986 – La sonda Giotto proporciona per primera vegada de ben prop imatges del cometa de Halley.
- 1988 – Martin Duncan, Thomas Quinn i Scott Tremaine demostren que els cometes de període curt provenen principalment del Cinturó de Kuiper, i no del núvol d'Oort
- 1989 – Voyager 2 ofereix les primeres imatges detallades de Neptú, les seves llunes i anells.
- 1990 – Es llança el Telescopi espacial Hubble
- 1990 – Voyager 1 es va girar per prendre el retrat de planetes del nostre sistema solar, la font de la imatge d'Un punt blau pàl·lid de la Terra
- 1991 – La sonda Magellan mapeja la superfície de Venus per primera vegada.
- 1992 – El primer sistema planetari detectat més enllà del nostre propi sistema solar, al voltant del púlsar PSR B1257+12
- 1992 – David Jewitt i Jane Luu de la Universitat de Hawaii descobreix (15760) 1992 QB1, el primer objecte considerat com un membre del cinturó de Kuiper
- 1995 – Es descobreix el primer planeta al voltant d'una estrella similar al Sol, en òrbita al voltant de l'estrella 51 Pegasi.
- 1995 – La sonda Galileo es converteix en el primer a orbitar al voltant de Júpiter. La seva entrada en l'atmosfera de la sonda proporciona les primeres dades, dins del mateix planeta.
- 2000 – NEAR Shoemaker ofereix les primeres imatges detallades d'un asteroide proper a la Terra.

## 2001–Actualitat
- 2004 – Voyager 1 envia les primeres dades que s'hagin obtingut dins de l'heliofunda del sistema solar
- 2003 – Sedna, un gran objecte amb una òrbita sense precedents de 12.000 anys, és descobert per Michael E. Brown, Chad Trujillo i David L. Rabinowitz.
- 2004 – La sonda Cassini–Huygens es converteix en el primer a orbitar al voltant de Saturn. Descobreix moviments complexos en els anells, diverses petites llunes noves i criovolcanisme a la lluna Encèlad i proporciona les primeres imatges de la superfície de Tità
- 2005 – Michael E. Brown et al. descobreix Eris, un objecte transneptunià més gran que Plutó, i més tard també la seva lluna, Disnòmia. Eris va ser fotografiada per primera vegada el 2003, i és l'objecte més gros descobert al sistema solar des de la lluna Tritó de Neptú el 1846.
- 2005 – Les missions de la Mars Exploration Rovers van realitzar les primeres observacions astronòmiques mai preses de la superfície d'un altre planeta, les imatges d'un eclipsi de la lluna de Mart Fobos.
- 2006 – La 26 a Assemblea General de l'UAI van votar a favor d'una definició revisada d'un planeta i va declarar oficialment a Plutó com un planeta nan.
- 2007 – El planeta nan Gonggong, un gran KBO, va ser descobert per Megan Schwamb, M. Brown i D. Rabinowitz.[14]
- 2008 – La UAI declara Makemake i Haumea planetes nans.[15][16]
- 2011 – La nau espacial Dawn entra en òrbita al voltant del gran asteroide Vesta fent mesures detallades.[17]
- 2012 – La lluna de Saturn Metone és fotografiada de prop per la nau espacial Cassini, revelant una superfície notablement llisa.[18]
- 2012 – La nau espacial Dawn es desvincula de l'òrbita de Vesta i es dirigeix cap a Ceres.[17]
- 2013 – La nau espacial MESSENGER proporciona el primer mapa complet de la superfície de Mercuri.[19]
- 2013 – Un equip liderat per Felipe Braga Ribas descobreix un sistema d'anells al voltant del planeta menor i centaure Cariclo, el primer d'aquest tipus detectat mai.[20]
- 2014 – La nau espacial Rosetta es converteix en el primer orbitador de cometa (al voltant de 67P/Txuriúmov-Herassimenko),[21] i hi desplega el primer mòdul de descens a un cometa anomenat Philae que va recollir dades de primer pla de la superfície del cometa.[22]
- 2015 – La nau espacial Dawn entra en òrbita al voltant del planeta nan Ceres fent mesures detallades.[23]
- 2015 – La nau espacial New Horizons sobrevola per Plutó, proporcionant les primeres imatges nítides de la seva superfície i de la seva lluna més gran Caront.[24]
- 2017 – S'identifica 'Oumuamua, el primer objecte interestel·lar conegut que travessa el sistema solar.[25]
- 2019 – Aproximació més propera de la New Horizons a Arrokoth, un KBO més llunyà que Plutó.[26]
- 2019 – Es descobreix 2I/Borisov, el primer cometa interestel·lar i el segon objecte interestel·lar.[27]
- 2022 – La missió de la nau espacial Double Asteroid Redirection Test (DART) es va estavellar intencionadament contra Dimorf, la lluna del planeta menor de l'asteroide Didymos, desviant-se (lleugerament) l'òrbita d'un cos del sistema solar per primera vegada.[28] Tot i que el DART no allotjava cap càrrega científica, la seva càmera va fer fotos de primer pla dels dos objectes, i una nau espacial secundària, la LICIACube, també va recopilar dades científiques relacionades.[29]